# Светлогорск (Гомелска област)
Светлогорск (на беларуски: Светлаго́рск) е град в Беларус, административен център на Светлогорски район, Гомелска област. Населението на града е 67 453 души (по приблизителна оценка от 1 януари 2018 г.).

## История
Селището е основано през 13 век, през 1560 година получава статут на град.